# Isidrona forficula
Isidrona forficula är en mångfotingart som beskrevs av Carl Graf Attems 1933. Isidrona forficula ingår i släktet Isidrona och familjen Chelodesmidae. Inga underarter finns listade i Catalogue of Life.